# Lista siturilor arheologice din județul Cluj - L
Lista siturilor arheologice din județul Cluj - L conține toate siturile arheologice din județul Cluj înscrise în Repertoriul Arheologic Național (RAN) și aflate în localități al căror nume începe cu litera L. RAN este administrat de Ministerul Culturii și Patrimoniului Național și cuprinde date științifice, cartografice, topografice, imagini și planuri, precum și orice alte informații privitoare la zonele cu potențial arheologic, studiate sau nu, încă existente sau dispărute.
Puteți căuta un sit din localitățile care încep cu litera L folosind formularul de mai jos sau puteți naviga prin toate siturile din județ la Lista siturilor arheologice din județul Cluj.
| Cod RAN                                   | Denumire | Localitate                       | Adresă          | Datare               | Descoperit | Coordonate                                     | Imagine           | Erori            |
| ----------------------------------------- | --- | -------------------------------- | --------------- | -------------------- | ---------- | ---------------------------------------------- | ----------------- | ---------------- |
| 55552.01 (Cod LMI: CJ-I-s-A-07088)        | Așezarea din epoca migrațiilor de la Leghia - "Movila lui Buta" (Categorie: locuire civilă) (Tip: așezare)                      | sat Leghia, comuna Aghireșu      | Movila lui Buta | sec. IV - V d.Hr.    |            | 46°51′06″N 23°11′16″E / 46.85166°N 23.18775°E  | Încărcați imagine | Raportați eroare |
| 55552.01.01 (Cod LMI: CJ-I-s-A-07088)     | Așezarea din epoca migrațiilor de la Leghia - "Movila lui Buta" / ansamblu anonim (Categorie: locuire civilă) (Tip: Așezare)    | sat Leghia, comuna Aghireșu      | Movila lui Buta | sec. IV - V d.Hr.    |            | 46°51′06″N 23°11′16″E / 46.85166°N 23.18775°E  | Încărcați imagine | Raportați eroare |
| 55552.01.02 (Cod LMI: CJ-I-s-A-07088)     | Așezarea din epoca migrațiilor de la Leghia - "Movila lui Buta" / ansamblu anonim (Categorie: locuire civilă) (Tip: neprecizat) | sat Leghia, comuna Aghireșu      | Movila lui Buta |                      |            | 46°51′06″N 23°11′16″E / 46.85166°N 23.18775°E  | Încărcați imagine | Raportați eroare |
| 59372.01.01 (Cod LMI: CJ-I-m-A-07089.01)  | Situl arheologic de la Liteni - "Piatra Mare" / ansamblu anonim (Categorie: așezare) (Tip: Așezare fortificată)                 | sat Liteni, comuna Săvădisla     | Piatra Mare     |                      |            | 46°36′43″N 23°26′06″E / 46.61204°N 23.43493°E  | Încărcați imagine | Raportați eroare |
| 59372.01.02 (Cod LMI: CJ-I-m-A-07089.02)  | Situl arheologic de la Liteni - "Piatra Mare" / ansamblu anonim (Categorie: așezare) (Tip: Așezare fortificată)                 | sat Liteni, comuna Săvădisla     | Piatra Mare     |                      |            | 46°36′43″N 23°26′06″E / 46.61204°N 23.43493°E  | Încărcați imagine | Raportați eroare |
| 58188.01.01 (Cod LMI: CJ-I-s-B-07091)     | Așezarea neolitică de la Livada / ansamblu anonim (Categorie: locuire civilă) (Tip: Locuire)                                    | sat Livada, comuna Iclod         |                 |                      |            |                                                | Încărcați imagine | Raportați eroare |
| 58188.02.01 (Cod LMI: CJ-I-s-B-07092)     | Așezarea eneolitică de la Livada / ansamblu anonim (Categorie: locuire civilă) (Tip: Așezare)                                   | sat Livada, comuna Iclod         |                 |                      |            |                                                | Încărcați imagine | Raportați eroare |
| 58188.02.02 (Cod LMI: CJ-I-s-B-07092)     | Așezarea eneolitică de la Livada / ansamblu anonim (Categorie: locuire civilă) (Tip: Așezare)                                   | sat Livada, comuna Iclod         |                 | Starčevo - Criș      |            |                                                | Încărcați imagine | Raportați eroare |
| 58188.02.03 (Cod LMI: CJ-I-s-B-07092)     | Așezarea eneolitică de la Livada / ansamblu anonim (Categorie: locuire civilă) (Tip: Așezare)                                   | sat Livada, comuna Iclod         |                 | Iclod                |            |                                                | Încărcați imagine | Raportați eroare |
| 58188.03.01 (Cod LMI: CJ-I-m-B-07093.03)  | Situl arheologic de la Livada - malul stâng al Someșului / ansamblu anonim (Categorie: locuire civilă) (Tip: Locuire)           | sat Livada, comuna Iclod         |                 |                      |            | 47°01′08″N 23°52′24″E / 47.01877°N 23.87326°E  | Încărcați imagine | Raportați eroare |
| 58188.03.02 (Cod LMI: CJ-I-m-B-07093.02)  | Situl arheologic de la Livada - malul stâng al Someșului / ansamblu anonim (Categorie: locuire civilă) (Tip: Locuire)           | sat Livada, comuna Iclod         |                 |                      |            | 47°01′08″N 23°52′24″E / 47.01877°N 23.87326°E  | Încărcați imagine | Raportați eroare |
| 58188.03.03 (Cod LMI: CJ-I-m-B-07093.01)  | Situl arheologic de la Livada - malul stâng al Someșului / ansamblu anonim (Categorie: locuire civilă) (Tip: Locuire)           | sat Livada, comuna Iclod         |                 |                      |            | 47°01′08″N 23°52′24″E / 47.01877°N 23.87326°E  | Încărcați imagine | Raportați eroare |
| 57564.01.01 (Cod LMI: CJ-I-m-B-07094.02)  | Așezarea de la Luna de Jos - "Cort" / ansamblu anonim (Categorie: locuire civilă) (Tip: Așezare)                                | sat Luna de Jos, comuna Dăbâca   | Cort            |                      |            | 46°55′50″N 23°46′24″E / 46.93042°N 23.77321°E  | Încărcați imagine | Raportați eroare |
| 57564.01.02 (Cod LMI: CJ-I-m-B-07094.01)  | Așezarea de la Luna de Jos - "Cort" / ansamblu anonim (Categorie: locuire civilă) (Tip: Așezare)                                | sat Luna de Jos, comuna Dăbâca   | Cort            |                      |            | 46°55′50″N 23°46′24″E / 46.93042°N 23.77321°E  | Încărcați imagine | Raportați eroare |
| 57564.02.01 (Cod LMI: CJ-I-s-B-07095)     | Tumulii de la Luna de Jos - Vârful "Tigla" / ansamblu anonim (Categorie: descoperire funerară) (Tip: Grup de tumuli)            | sat Luna de Jos, comuna Dăbâca   | Vârful Țigla    |                      |            | 46°55′26″N 23°45′02″E / 46.92393°N 23.75068°E  | Încărcați imagine | Raportați eroare |
| 57724.01                                  | Topoare neolitice la Luna de Sus (Categorie: descoperire izolată) (Tip: obiect izolat)                                          | sat Luna de Sus, comuna Florești | Pallo Felett    |                      |            |                                                | Încărcați imagine | Raportați eroare |
| 57564.04.01 (Cod LMI: CJ-II-m-B-07692.01) | Castelul Teleki de la Luna de Jos / ansamblu Castelul Teleki (Categorie: construcție) (Tip: Castel)                             | sat Luna de Jos, comuna Dăbâca   | 17              | sec. XVIII           |            |                                                | Încărcați imagine | Raportați eroare |
| 57564.04.02 (Cod LMI: CJ-II-m-B-07692.01) | Castelul Teleki de la Luna de Jos / ansamblu anonim (Categorie: construcție) (Tip: Turn de vânătoare)                           | sat Luna de Jos, comuna Dăbâca   | 17              | sec. XVIII           |            |                                                | Încărcați imagine | Raportați eroare |
| 57564.04.03 (Cod LMI: CJ-II-m-B-07692.01) | Castelul Teleki de la Luna de Jos / ansamblu anonim (Categorie: construcție) (Tip: Parc)                                        | sat Luna de Jos, comuna Dăbâca   | 17              | sec. XVIII           |            |                                                | Încărcați imagine | Raportați eroare |
| 58348.02.01 (Cod LMI: CJ-II-m-B-07697)    | Castelul Kemeny de la Luncani / ansamblu Castelul Kemeny (Categorie: construcție) (Tip: Castel)                                 | sat Luncani, comuna Luna         | 402             | sec. XVIII           |            | 46°28′25″N 23°57′07″E / 46.473638°N 23.95205°E | Încărcați imagine | Raportați eroare |
| 59372.02.01 (Cod LMI: CJ-I-m-A-07090.01)  | Situl arheologic de la Liteni - "Cetate" / ansamblu anonim (Categorie: fortificație) (Tip: Cetate)                              | sat Liteni, comuna Săvădisla     | Cetate          | sec. XI - XVII d.Hr. |            | 46°36′29″N 23°26′03″E / 46.60815°N 23.43419°E  | Încărcați imagine | Raportați eroare |
| 59372.02.02 (Cod LMI: CJ-I-m-A-07090.02)  | Situl arheologic de la Liteni - "Cetate" / ansamblu anonim (Categorie: fortificație) (Tip: Castellum)                           | sat Liteni, comuna Săvădisla     | Cetate          | sec. II - III d.Hr.  |            | 46°36′29″N 23°26′03″E / 46.60815°N 23.43419°E  | Încărcați imagine | Raportați eroare |
| 57724.02.02                               | Situl arheologic de la Luna de Sus - "Râpa Dracului" / ansamblu anonim (Categorie: loc de luptă) (Tip: Fortificație)            | sat Luna de Sus, comuna Florești | Râpa Dracului   |                      |            | 46°44′41″N 23°25′02″E / 46.74472°N 23.41722°E  | Încărcați imagine | Raportați eroare |
| 57724.02.01                               | Situl arheologic de la Luna de Sus - "Râpa Dracului" / ansamblu anonim (Categorie: loc de luptă) (Tip: așezare)                 | sat Luna de Sus, comuna Florești | Râpa Dracului   |                      |            | 46°44′41″N 23°25′02″E / 46.74472°N 23.41722°E  | Încărcați imagine | Raportați eroare |
| 59363.01.01                               | Situl arheologic de la Lita - sediul CAP / ansamblu anonim (Categorie: locuire) (Tip: Așezare)                                  | sat Lita, comuna Săvădisla       | sediul CAP      | Noua                 |            | 46°38′20″N 23°27′53″E / 46.63899°N 23.46475°E  | Încărcați imagine | Raportați eroare |
| 59363.01.02                               | Situl arheologic de la Lita - sediul CAP / ansamblu anonim (Categorie: locuire) (Tip: Așezare)                                  | sat Lita, comuna Săvădisla       | sediul CAP      |                      |            | 46°38′20″N 23°27′53″E / 46.63899°N 23.46475°E  | Încărcați imagine | Raportați eroare |
| 59363.01.03                               | Situl arheologic de la Lita - sediul CAP / ansamblu anonim (Categorie: locuire) (Tip: Așezare)                                  | sat Lita, comuna Săvădisla       | sediul CAP      |                      |            | 46°38′20″N 23°27′53″E / 46.63899°N 23.46475°E  | Încărcați imagine | Raportați eroare |